# 모스커우역
모스커우역(模式口站)은 베이징시 스징산구 진딩제 가도 스먼로와 모스커우 거리의 교차로 북쪽에 위치한 베이징 지하철 11호선의 지하철역으로, 2023년 12월 30일에 개장했다.

## 역 구조
본 역은 총 길이 189.2m, 폭 40.58m로 2면 2선식 상대식 승강장의 구조이다. 남쪽 끝에는 역전 반환을 위한 회차선이 있고, 북쪽 끝에는 역후 반환을 위한 교차 회차선이 있다. 승객 수송 열차는 모두 역 앞에서 회차하여 서쪽 승강장만 사용하고 동쪽 승강장은 예비로 사용한다.
| 지면     |                 | A-C출입구, 입구 C 안내, 고객센터, 보안 검색대, 출입 게이트 |
| 지하 1층 |                 | 장치계 층                                                  |
| 지하 2층 | ■ 11호선 대합실 | 매표소, 안내 센터, 보안 검색대, 출입 게이트                |
| 지하 3층 | 상대식 승강장   | 상대식 승강장                                              |
| 지하 3층 | ←               | ■ 11호선 예비 승강장, 미사용                               |
| 지하 3층 | →               | ■ 11호선 신서우강 방면 (진안차오)                          |
| 지하 3층 | 상대식 승강장   |                                                            |

## 역사
이 역의 공사 당시 역명은 진딩제역이었다. 2020년 9월 25일, 베이징시 기획 및 천연 자원 위원회는 '지하철 11호선 서부 구간 프로젝트 연장의 일원에서 역 명명 계획에 관한 공시서'를 발표하여 진딩제역에서 모스커우역으로 역명을 변경할 것을 고시하였다. 2020년 11월 18일, 모스커우역으로 역명이 확정되었다.
2021년 12월 31일 11호선 1단계(서부 구간)가 개통되어 시범운영을 실시했다. 이 역은 같은 기간 개통되지 않았지만, 모든 열차는 진안차오에서 객차를 청소한 뒤 빈 열차로 이 역까지 운행해 되돌아오는 형식이었다.
2023년 7월 31일, 11호선 1단계(서부 구간)의 나머지 공사가 3개월 간의 시험 운행을 시작했다. 11월 9일, 본 역은 정식으로 운영자에게 전달되어 임시 관리 단계에 진입하였고, 12월 30일 첫 차가 출발하면서 영업을 개시했다.

## 출입구
모스커우역에는 A-C 총 3개의 출입구를 이용할 수 있다.
|                         |                     |                                                        |      |             |
| 출구                    | 지시                | 출구 인근                                              | 사진 | 무장애 시설 |
| 出口 · A                | 스먼로(石门路) 동측 | 베이징 제9중학교(北京市第九中学)                       |      |             |
| 出口 · B                | 스먼로(石门路) 동측 |                                                        |      | 빈칸        |
| 出口 · C                | 스먼로(石门路) 서측 | 스징산 중학교(石景山中学), 스징산 초등학교(石景山小学) |      | 빈칸        |
| 아이콘 설명: 엘리베이터 |                     |                                                        |      |             |

## 사진

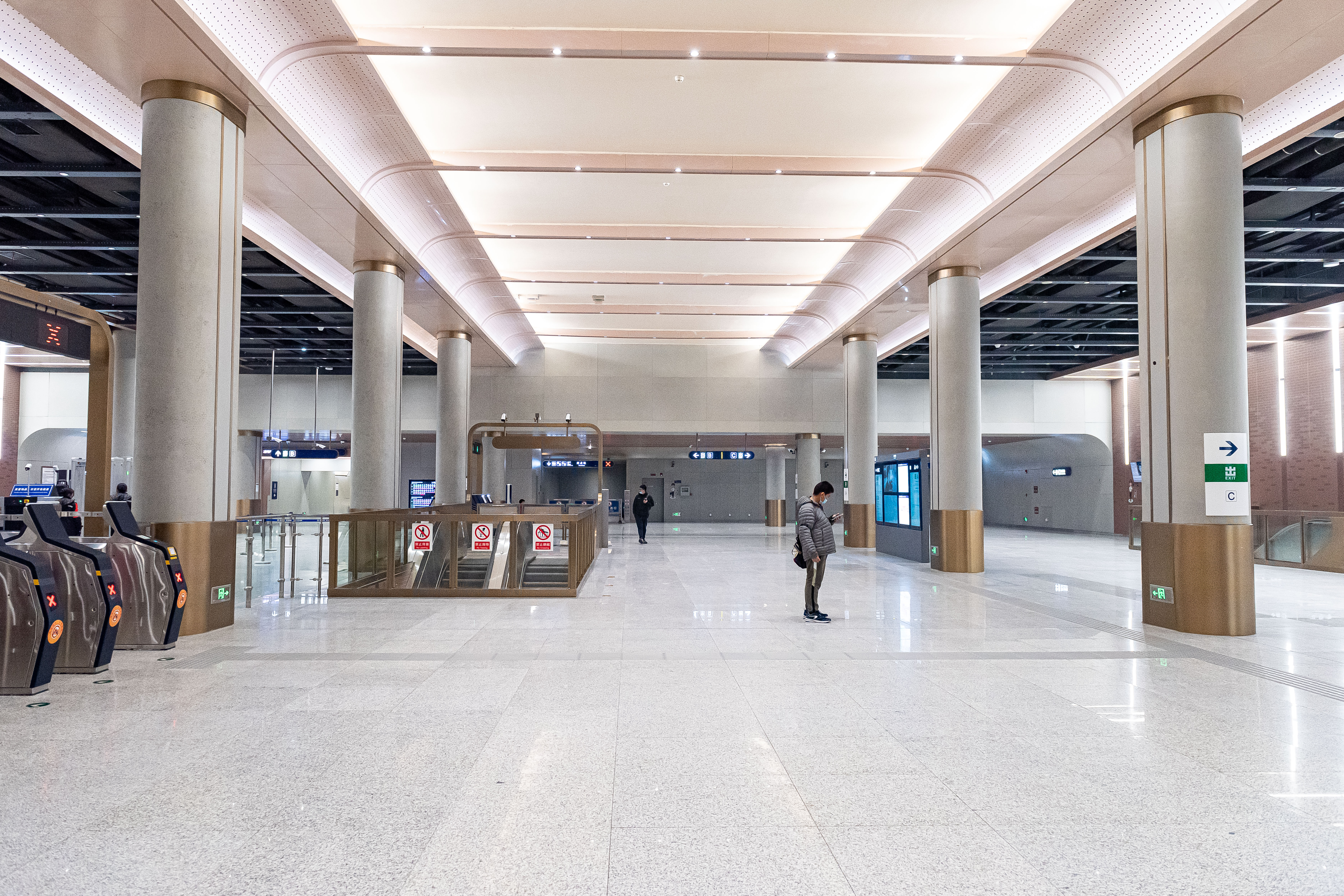
지하 대합실
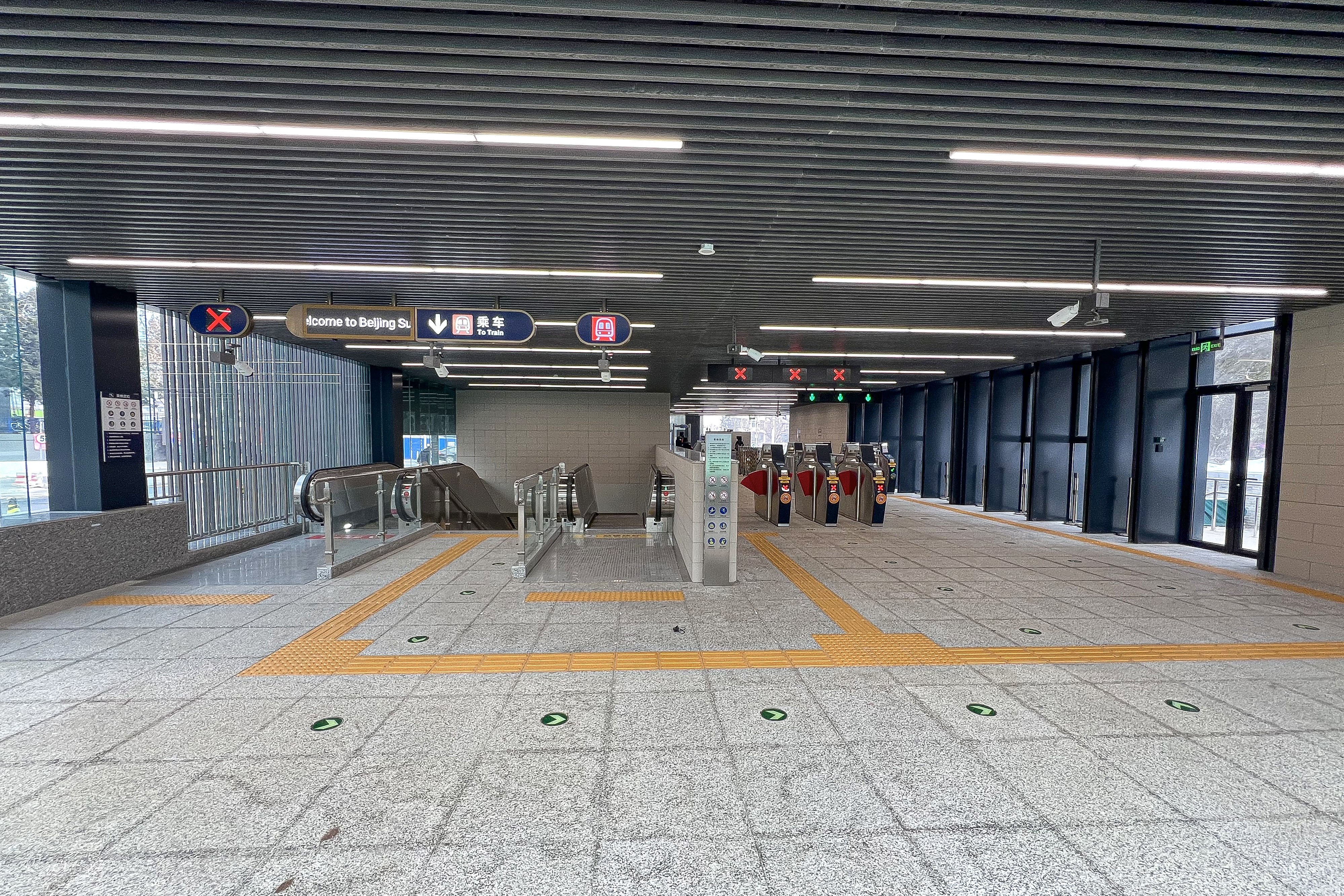
지상 C 출구

## 인접역
| 베이징 지하철 11호선 | 베이징 지하철 11호선   | 베이징 지하철 11호선   |
| -------------------- | ---------------------- | ---------------------- |
| 시·종착역            | ■ 베이징 지하철 11호선 | 진안차오 신서우강 방면 |